# Lichtmeter

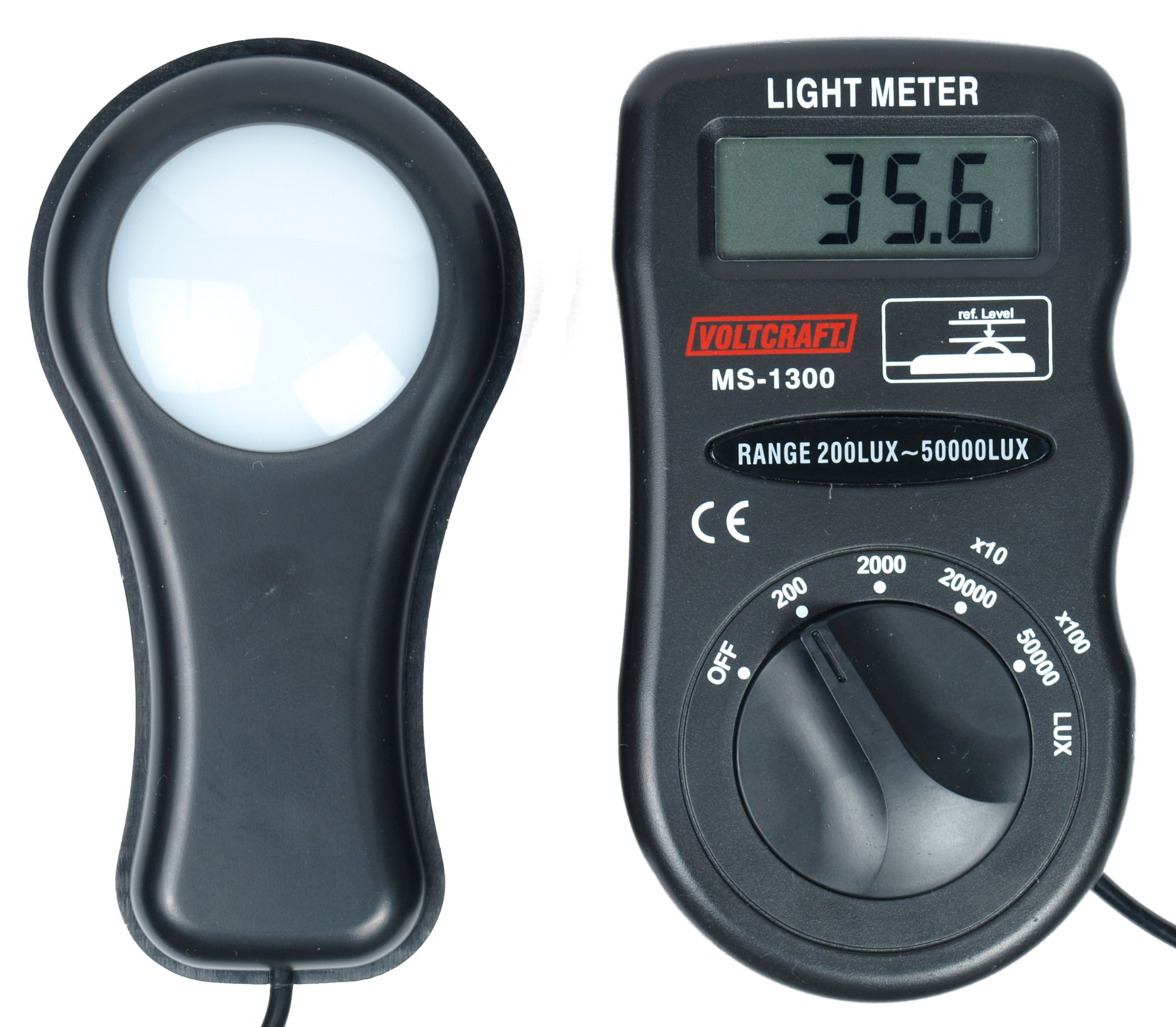
Lichtmeter met externe meetsensor

Een lichtmeter, fotometer of luxmeter is een apparaat voor het meten van de verlichtingssterkte veelal in lux. Het meten van de verlichtingssterkte is van belang voor bijvoorbeeld werkplekken, in de sport, in de fotografie (belichtingsmeter) en in de astronomie.
Naarmate de afstand van de lichtbron tot het te verlichten voorwerp groter wordt, neemt de verlichtingssterkte in het kwadraat af. Daarom moet voor een juiste meting van de verlichtingssterkte de luxmeter op werkhoogte worden geplaatst.
In de sport wordt een lichtmeter gebruikt bij sommige takken van sport (zoals tennis en cricket) waarbij de spelers tijdens wedstrijden de bal zeer goed moeten kunnen zien.
Lichtmeters worden in foto- en filmcamera's gebruikt voor het goed instellen van de belichtingstijd en het diafragma.
In de astronomie wordt een lichtmeter gebruikt om de helderheid van sterren, sterrenstelsels, planeten en andere hemellichamen te meten.

## Werking
In een lichtmeter, zoals gebruikt voor werkplekken, in de sport en in de fotografie, verandert in een fotodiode de elektrische stroom die in sperrichting door de fotodiode loopt exact lineair met de verlichtingssterkte die op de diode aanwezig is. In tegenstelling tot LDR's zijn fotodiodes zeer stabiel en niet onderhevig aan veroudering en bevatten ze ook geen giftige stof zoals in een LDR wel het geval is. De gemeten verlichtingssterkte wordt zichtbaar gemaakt middels een draaispoelmeter of op een lcd-display. 
De lichtmeter kan met een interne sensor of een losse externe lichtsensor uitgevoerd zijn, en zijn zowel analoog als digitaal verkrijgbaar.
Een lichtmeter maakt een goede indicatie voor bijvoorbeeld algen concentratie door middel van alfa- en bètastraling op het object te sturen.
In de astronomie is een lichtmeter op andere principes gebaseerd omdat de lichtsterkte die gemeten moet worden veel geringer is.
airy-schijf · amplitude · brekingsindex · brewsterhoek · dopplereffect · fase · foto-elektrisch effect · frequentie · fresnelvergelijkingen · fresnel-zoneplaat · getal van Abbe · golffront · golflengte · holografie · intensiteit · interferometer ·  laser · lasersnijden · lichtenergie · lichtgrootheden en -eenheden · lichtmeter · lichtsnelheid · lichtsterkte · lichtstroom · Mach-Zehnder-interferometer · Michelson-interferometer · ooggevoeligheid · optische vezel · polarimeter · polarisatie · poynting-vector · principe van Huygens-Fresnel · principe van Fermat · prisma · schlierenoptica · specifieke lichtstroom · stralingsdeler · tralie · transversale golf · verlichtingssterkte · wet van Bragg
infrarood · kleur · licht · monochromatisch licht · spectrum · ultraviolet · wit licht
absorptie · coherentie · diffractie · dispersie · interferentie · lichtbreking · reflectie · totale interne reflectie · transmissie
emissie · gestimuleerde emissie · fluorescentie · fosforescentie · luminantie · luminescentie
fluorescentiespectroscopie · spectraalanalyse · spectraallijn · Spectroscopie · UV/VIS-spectroscopie
halo · newtonring
David Brewster · Christian Doppler · Charles Fabry · Pierre de Fermat · Joseph von Fraunhofer · Dennis Gabor · Augustin Fresnel · Heinrich Hertz · Christiaan Huygens · Hendrik Lorentz · Albert Michelson · James Clerk Maxwell · Edward Morley · Isaac Newton · Alfred Pérot · Thomas Young